# Dave Rowntree
Dave Rowntree, né le 8 mai 1964 à Colchester, est le batteur du groupe Blur.

## Biographie
C'est de son père ingénieur du son à la BBC pendant 40 ans et de sa mère musicienne au London Orchestra que lui vient la passion de la musique.
Outre la batterie, il lui arrive de jouer avec Blur des timbales et de la guitare, notamment sur la chanson On the Way to the Club (Think Tank - 2003). Depuis le départ en 2002 du guitariste Graham Coxon, Dave Rowntree s'est initié aux back vocals.
Il reste le plus discret du groupe mais se révèle être son principal porte-parole.

## Projet solo
En dehors de Blur, l'une des grandes occupations de Dave Rowntree est l'animation 3D. En 1999, il a fondé Nanomation, société d'animation 3D. Il a également travaillé avec MTV, The South Bank Show' et 'The Eleven O'Clock Show'.

## Discographie

### Albums studio
- 2023 - Radio Songs (Cooking Vinyl)